# Bão Wendy (1968)
Bão Wendy, còn gọi là bão cuồng phong Lusing theo tên địa phương của Philippines, hay bão số 7 năm 1968 theo cách gọi của Việt Nam, là một cơn bão nhiệt đới có cường độ rất mạnh tác động đến một số quốc gia và vùng lãnh thổ khu vực Đông Á và Đông Nam Á vào đầu tháng 9 năm 1968. 
Hình thành từ một áp thấp nhiệt đới ở vùng biển quần đảo Mariana vào cuối tháng 8 năm 1968, Wendy nhanh chóng phát triển thành một cơn bão cuồng phong và đạt cường độ cấp 5 theo thang bão Saffir-Simpson và khí áp 920hPa vào ngày 31 tháng 8. Wendy sau đó di chuyển về phía Tây Tây Bắc rồi đổi hướng về phía Tây đi về vùng biển phía Đông đảo Đài Loan. Sau khi đi qua phía Bắc eo biển Ba Sĩ ngày 6 tháng 9, Wendy đi vào biển Đông, đi dọc bờ biển miền Nam Trung Quốc rồi đổ bộ vào bán đảo Lôi Châu ngày 8 tháng 9, đến ngày 9 tháng 9 thì Wendy đổ bộ vào thành phố Hải Phòng của Việt Nam Dân chủ Cộng hòa rồi suy yếu và tan đi trong đất liền.
Bão Wendy để lại nhiều hạn chế trong vấn đề ghi nhận cường độ của bão lúc đổ bộ vào đất liền, đặc biệt tại Đài Loan, Trung Quốc và Việt Nam Dân chủ Cộng hòa, những nơi bão Wendy gây thiệt hại nặng, với ít nhất 161 người chết ghi nhận tại các quốc gia chịu tác động của bão.

## Lịch sử khí tượng
Nguồn gốc của bão Wendy là từ một áp thấp nhiệt đới hình thành ở khu vực quần đảo Mariana vào ngày 27 tháng 8 năm 1968. Một ngày sau, áp thấp nhiệt đới này phát triển thành bão và có tên quốc tế là Wendy. Wendy bắt đầu bước vào quá trình gia tăng cường độ và đạt cường độ mạnh nhất vào lúc 0 giờ (UTC) ngày 31 tháng 8 năm 1968, với vận tốc gió đạt 260 km/h (140 nút, 72 m/s) tương đương siêu bão cuồng phong cấp 5 theo thang bão Saffir-Simpson. Sau đó cơn bão di chuyển về phía Tây và suy yếu dần, ngày 1 tháng 9 đi vào vùng biển thuộc Khu vực trách nhiệm của Philippines (PAR), đi qua vùng biển phía Nam Đài Loan (phía Bắc eo biển Ba Sĩ) trong ngày 5 tháng 9 với cường độ bão cấp 1, rồi đi vào vùng biển Đông Bắc Biển Đông trong ngày 6 tháng 9.
Sau khi vào biển Đông, bão Wendy di chuyển thẳng về phía Tây, đi dọc theo bờ biển miền Nam Trung Quốc, đổ bộ vào bán đảo Lôi Châu (Trung Quốc) vào ngày 8 tháng 9, và 1 ngày sau Wendy đã đổ bộ lần cuối vào thành phố Hải Phòng thời điểm đó thuộc Việt Nam Dân chủ Cộng hòa sau đó tan đi trên khu vực biên giới Việt Nam–Lào. Quan sát vệ tinh về bão trong thời gian này rất hạn chế, không có máy bay trinh sát khi bão ở trên biển Đông trong thời gian này, vì vậy dữ liệu về bão Wendy trên biển Đông của các cơ quan không thống nhất và có mâu thuẫn. Ảnh vệ tinh được phục chế lại của NOAA cũng không có những tín hiệu cho thấy rõ về cơn bão này. Theo Trung tâm Cảnh báo Bão Liên hợp Hải quân Hoa Kỳ (JTWC) thì bão chỉ đạt cấp bão nhiệt đới (sức gió dưới 65 nút hay 33 m/s) và suy yếu từ từ trên biển Đông, đổ bộ vào bán đảo Lôi Châu với sức gió 45 nút (23 m/s), suy yếu thành áp thấp nhiệt đới khi vào miền Bắc Việt Nam. Theo Cục khí tượng Trung Quốc (CMA) thì cho rằng bão Wendy trên biển Đông mạnh trở lại lên 2 cấp từ cấp 12 (35 m/s) khi vào biển Đông lên cấp 14 (45 m/s) khi ở vùng biển phía Nam Trung Quốc, đổ bộ vào bán đảo Lôi Châu với sức gió cấp 12, cấp 13 vào khoảng đêm ngày 8, rạng sáng 9 tháng 9 và suy yếu rất nhanh chóng thành áp thấp nhiệt đới khi đổ bộ vào Việt Nam. Nhưng theo dữ liệu quan trắc khí tượng của Việt Nam, bão gây ra gió mạnh 50 m/s (cấp 15) giật tới 57 m/s (cấp 17) ở Phù Liễn (Hải Phòng), và gây gió mạnh 40 m/s tại Hòn Dáu.

## Tác động và những vấn đề trong đánh giá bão
Trung tâm cơn bão Wendy tiến gần đến đảo Lan Tự vào sáng sớm ngày 5 tháng 9, một trạm đo trên đảo Lan Tự đã ghi nhận tốc độ gió duy trì liên tục trong 10 phút đạt 65,7 m/s (trên cấp 17), trạm đo không thể đo được tốc độ gió giật trong bão do giới hạn của thiết bị đo, nguyên nhân gây ra số đo quan trắc cực cao trên đảo được cho là do trạm đo ở độ cao lớn cùng với ảnh hưởng của địa hình, địa thế tại vị trí đo. Trên đảo Đài Loan, sức gió duy trì liên tục trong 10 phút đạt 25 m/s và gió giật đạt 41,6 m/s (tương đương gió cấp 10 giật cấp 14) đã được ghi nhận tại Đại Vũ. Lượng mưa trong 70 giờ tại Hằng Xuân đạt 417,9 mm, tại Đại Vũ là 398,7 mm và một số nơi có thể có lượng mưa trên 500 mm. Cơn bão gây ra hiệu ứng phơn (foehn) tại Đài Trung và Tân Trúc, mức nhiệt độ cao nhất vào chiều ngày 6 tháng 9 lần lượt là 39℃ và 37℃. Bão khiến 6 người chết, 19 người mất tích và 3 người bị thương tại Đài Loan, ước tính thiệt hại về nông nghiệp và lâm nghiệp tại Đài Loan là 4,354 triệu Đài tệ.
Cơn bão đã đổ bộ vào bán đảo Lôi Châu (Trung Quốc) vào đêm ngày 8 tháng 9 với phạm vi gió mạnh hẹp. Theo CMA, sức gió bão khi đổ bộ vào đạt cấp 12, cấp 13. Tại Trạm Giang đã ghi nhận gió giật cấp 13 (41 m/s). Tuy nhiên khi bão đổ bộ nhiều máy đo gió đã bị hư hỏng. Bão gây ra sự tàn phá trên khu vực hẹp. Một khu rừng đã bị "cứa làm đôi" do cơn bão [khu rừng bị chia đôi bởi vệt tàn phá do bão], hàng chục con trâu bị bão "ném" ra ngoài biển (có thể có nghĩa là bị gió thổi ra biển), hàng trăm người bị mất tích ở Trạm Giang. Cơn bão đã gây ra thiệt hại lớn do thiếu sót trong khâu dự báo thời tiết thời đó, khi radar thời tiết ở Sán Đầu phát hiện ra cơn bão thì các dự báo viên dự báo bão sẽ di chuyển vào đồng bằng Châu Giang. Tuy nhiên phản hồi radar tại đồng bằng Châu Giang không phát hiện ra cơn bão, và các dự báo viên lầm tưởng bão đã "mất tích". Cho đến khi cơn bão tiếp cận và sắp đổ bộ vào Trạm Giang thì radar tại Trạm Giang mới phát hiện ra cơn bão, thời điểm radar phát hiện ra bão chỉ cách thời điểm đổ bộ chưa đầy 20 giờ.

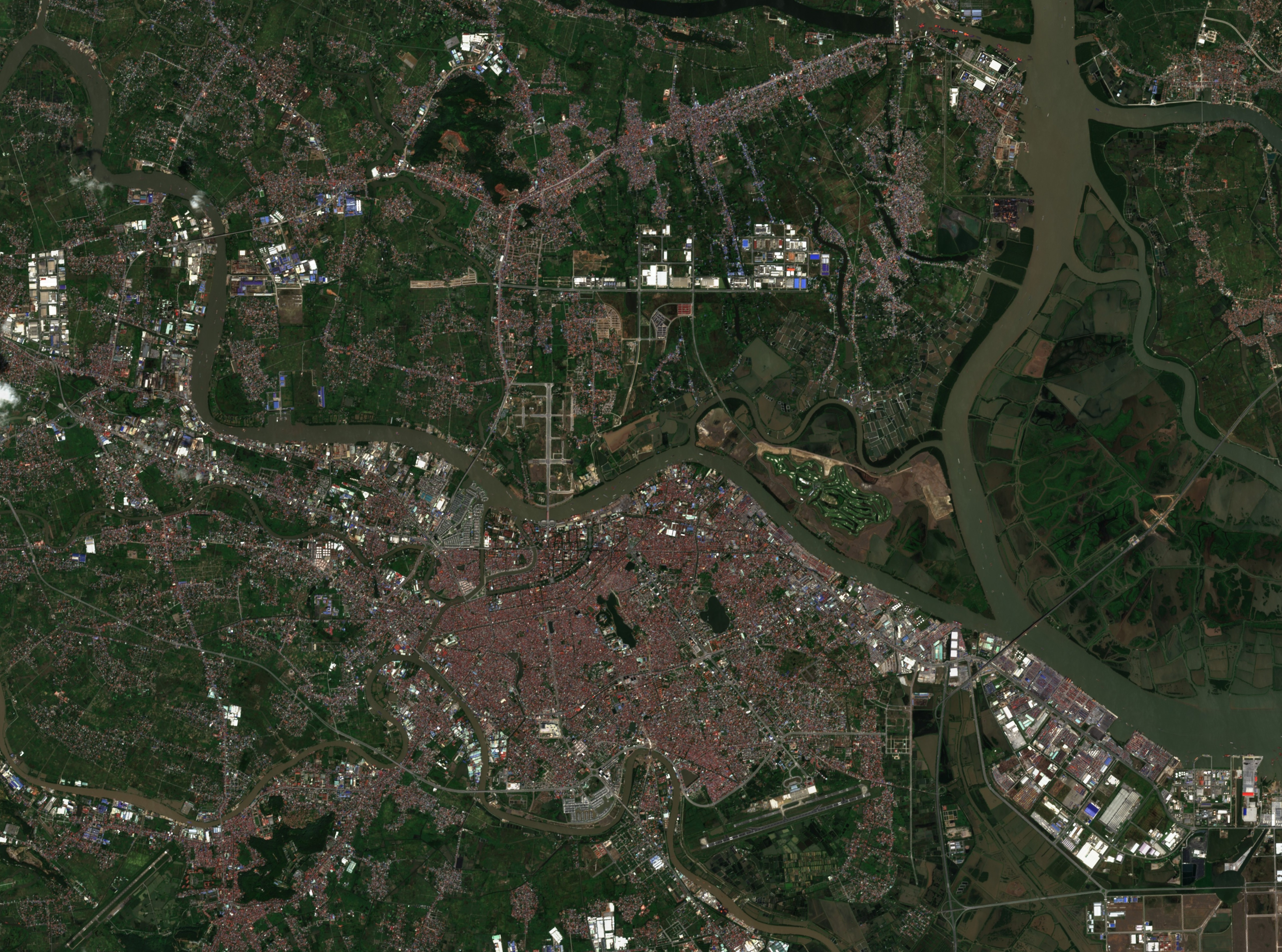
Ảnh chụp vệ tinh khu vực trung tâm Hải Phòng, nơi bão Wendy đổ bộ

Tại Việt Nam Dân chủ Cộng hòa, bão Wendy hay cơn bão số 7 đổ bộ Hải Phòng ngày 9 tháng 9 năm 1968 đã gây thiệt hại nặng, "tàn phá dữ dội", trong điều kiện Hoa Kỳ vừa tuyên bố ngừng ném bom bắn phá miền Bắc trước đó chưa lâu, đồng thời miền Bắc cũng vừa trải qua 2 cơn bão liên tiếp, bão số 3 (không có tên) và bão số 4 (tên quốc tế Rose) gây mưa lớn và lũ đặc biệt lớn, kéo dài nhiều ngày trên báo động 3 xảy ra ở sông Hồng và Thái Bình vào giữa tháng 8.  Các tài liệu tại Việt Nam ghi nhận lại, bão gây ra gió mạnh 50 m/s (cấp 15) giật tới 57 m/s (cấp 17) ở Đài khí tượng Phù Liễn (Hải Phòng), được đo bằng máy gió Munro, một loại máy gió tự ghi và có xuất xứ từ Anh. Bão cũng đã gây gió mạnh 40 m/s (cấp 13) tại Hòn Dáu. Nước dâng do bão cũng đã được ghi nhận tại Hải Phòng. Một số người dân tại Việt Nam đánh giá cơn bão số 7 năm 1968 (bão Wendy) "là cơn bão lớn", "gió Đông Nam cực mạnh đẩy tung một gian cửa nhà", "vườn cam [...] đổ gãy gần hết". Bão Wendy gây thiệt hại nặng nề về nhà cửa, hoa màu cây cối, làm 155 người chết, 400 người bị thương, 87.000 m3 đê kè bị hủy hoại, 18.000 ha lúa bị ngập tại Hải Phòng.
Cường độ bão Wendy khi đổ bộ Việt Nam Dân chủ Cộng hòa cũng có sự không đồng nhất trong việc đánh giá. Một tài liệu của Bộ Xây dựng (Việt Nam) đánh giá bão Wendy chỉ đổ bộ vào Hải Phòng với sức gió cấp 8, đáng nói, cơn bão số 4 (Rose) trước đó lại được tài liệu kể trên đánh giá mạnh cấp 13 khi đổ bộ. Một số tài liệu lại đánh giá bão Wendy mạnh cấp 12 khi đổ bộ, một số khác đánh giá Wendy đổ bộ với sức gió trên 200km/h cho dù có "bán kính nhỏ". Tài liệu của Nguyễn Đức Ngữ, ở thời điểm viết (năm 1999), đánh giá Wendy gây "gió mạnh kỷ lục" và "hiếm thấy trên đất liền". Cho đến nay, Quyết định số 2901 năm 2016 của Bộ Tài nguyên và Môi trường (Việt Nam) về "công bố kết quả cập nhật phân vùng bão, xác định nguy cơ bão, nước dâng do bão và phân vùng gió cho các vùng ở sâu trong đất liền khi bão mạnh, siêu bão đổ bộ" đã đánh giá cấp gió mạnh nhất xảy ra ở dải ven biển Việt Nam là cấp 15, giật cấp 17, cấp gió trùng khớp với sức gió thực đo 50m/s giật 57m/s tại Phù Liễn. Tròn 56 năm sau bão Wendy, bão Yagi (bão số 3 năm 2024) đổ bộ vào Quảng Ninh–Hải Phòng ngày 7 tháng 9 năm 2024, được Chính phủ Việt Nam đánh giá "mạnh nhất trong 70 năm qua trên đất liền Việt Nam" với sức gió chính thức được công bố là mạnh cấp 14 (45m/s) giật trên cấp 17 (62m/s) ghi nhận tại trạm khí tượng Bãi Cháy (Quảng Ninh), sức gió giật được lãnh đạo ngành khí tượng Việt Nam cho biết "lần đầu tiên Việt Nam đo được"; tuy nhiên có văn bản của ngành khí tượng Việt Nam ghi nhận bão Yagi còn gây gió mạnh lên đến 50m/s (cấp 15) giật 63m/s (trên cấp 17) tại trạm này, sức gió duy trì tương đương và cường độ gió giật lớn hơn bão Wendy ghi nhận tại Hải Phòng.